# Monstruós
Monstruós (títol original: Hideous!) és una pel·lícula de 1997 de gènere comèdia i terror, produïda i dirigida Charles Band i produïda per Full Moon Features. Ha estat doblada al català.

## Argument
El Doctor Lorca és un excèntric col·leccionista de rareses biològiques. Amb ell, un grup de col·leccionistes d'éssers humans monstruosos severament deformats, rivals entre si, estan sent investigats per agents de l'FBI, que han de lluitar contra algunes de les seves criatures que no estan tan mortes com semblen.

## Repartiment
- Michael Citriniti: Dr. Lorca
- Rhonda Griffin: Elvina Shaw
- Mel Johnson Jr.: Napoleon Lazar
- Jacqueline Lovell: Sheila
- Tracie May: Belinda Yost
- Jerry O'Donnell: Detectiu Leonard Kantor
- Andrew Johnston: Martin
- Mircea Constantinescu: Alf
- Alexandru Agarici: Dougie